# Білоруський вокзал (фільм)
«Білоруський вокзал» (рос. «Белорусский вокзал») — російський радянський художній фільм 1970 року про зустріч колишніх вояків  через 25 років після війни. Перша повнометражна картина режисера Андрія Смирнова.
Фільм був удостоєний Головної премії на I Фестивалі сучасної кінематографії в Карлових Варах в 1971 році.

## Сюжетна лінія
Це кінострічка. Саме з Білоруського вокзалу в Москві на фронт йшли ешелони з вояками. Саме в Москві зустрілись ветерани з приводу смерті свого колишнього командира. У фільмі його не буде, покажуть лише коротке поховання на цвинтарі. Виникало декілька несподіваних питань : 
- Чому не збиралися раніше?
- Чому не підтримували дружніх стосунків, якщо так міцно приятелювали на фронті ?
- Чому так незатишно  встоєнні в повоєннє життя, що не зустрічаються роками ?

Кінострічка дасть відповіді далеко не на всі запитання.
Вони різні за фахом, характером і престижем в повоєнний період. Але журналіст, директор заводу, слюсар і бухгалтер потроху віднайдуть спільну мову і мимоволі згадають і свою молодість, і колишню дружбу, і 10-й десантний батальйон. Адже це люди з різними та цікавими біографіями, що не дуже вписуються в сучасну, моторошну і дріб'язку, радянську дійсність. Актору Анатолію Папанову дістались пророчі слова, що на війні їм було легше, бо там відразу було зрозуміло : ось — свої, а там — вороги. В радянській сучасності все переплуталось і змішалось.
Ми побачимо дві родини — та, що у персонажа Леонова і у медсестри. Леонову знадобились усі його акторські іпостасі у фільмі — і комедійні, і драматичні. І мимоволі забулись і його непрестижний за фільмом фах, і підстаркувата зовнішність, і те, що він сам не воював. Він добре відтворив представника фронтового покоління, про вдячність до якого забули навіть по фільму.
У бідній квартирці батальйонної медсестри вони переживуть найкращі хвилини своєї сумбурної зустрічі, які їм не могли дати а ні байдуже московське кафе, а ні часи вештання по негостинному місту Москва. Серед найкращих моментів фільму — пісня Булата Окуджави «Нам нужна одна победа»:
Лишь только бой угас,
Звучит другой приказ,
И командир сойдёт с ума,
Разыскивая нас.
Когда-нибудь мы вспомним это,
И не поверится самим...

## Актори

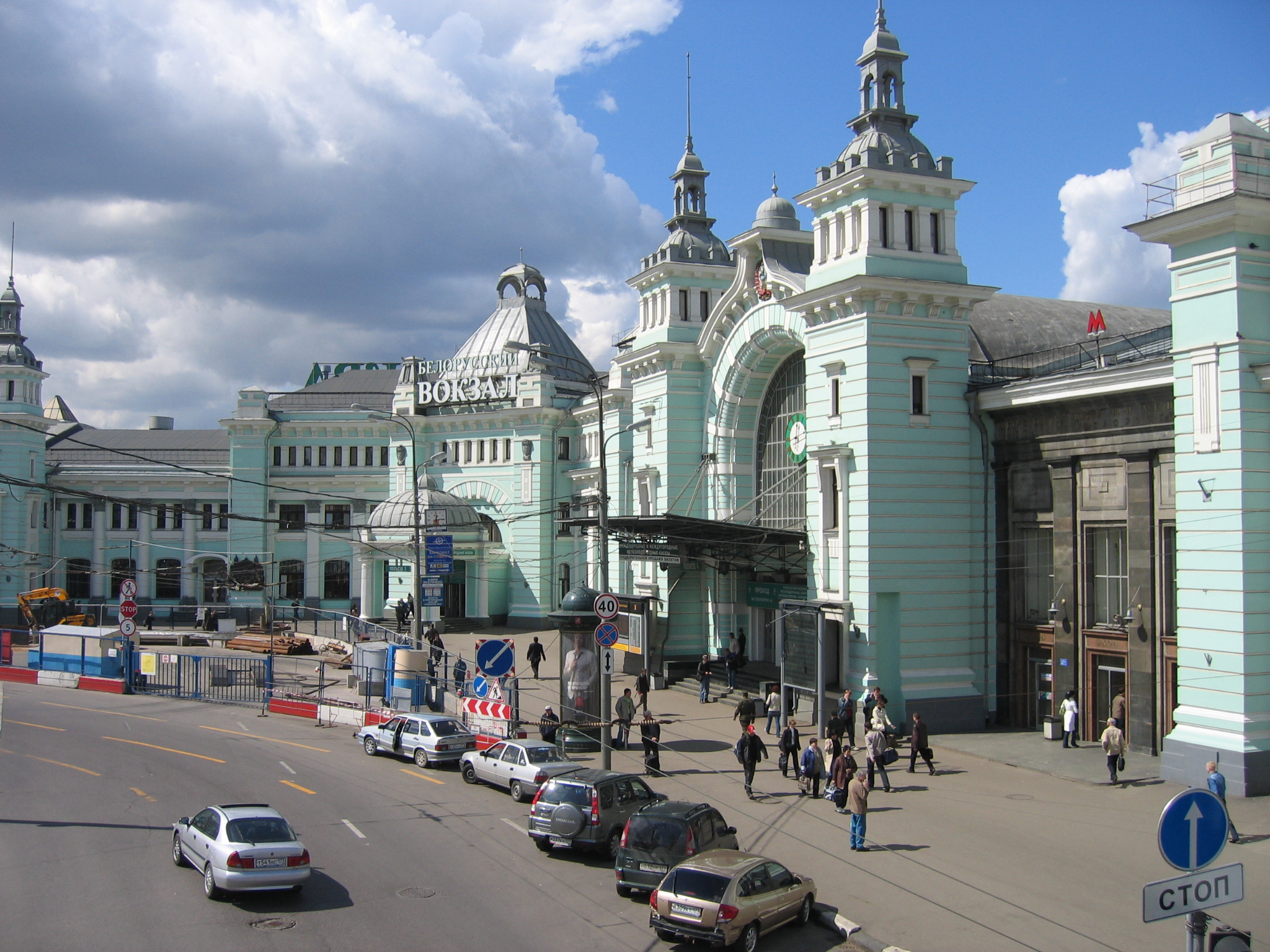
Білоруський вокзал у Москві.

- Раїса Куркіна — удова Лідія Матвєєва, дружина колишнього командира
- Євген Леонов — Іван Приходько, розвідник
- Анатолій Папанов — Миколай Іванович Дубинський, колишній радист, потім бухгалтер
- Олексій Глазирін — Віктор Сергійович Харламов, командир саперної роти, потім директор заводу
- Всеволод Сафонов — Олексій Костянтинович Кирюшин, журналіст, колишній мінер-підривник
- Ніна Ургант — Рая, колишня фронтова медсестра
- Людмила Арініна — доктор
- Любов Соколова — дружина Івана Приходько
- Маргарита Терехова — Наталя Шипілова (епізод)
- Юрій Волинцев — старшина міліції
- Валентина Ананьїна — Катя

та ін.

## Знімальна група
- Сценарист: Вадим Трунін
- Режисер-постановник: Андрій Смирнов
- Оператор-постановник: Павло Лєбєшєв
- Художник-постановник: Володимир Коровін
- Композитор: Альфред Шнітке
- Автор пісні: Булат Окуджава

## Премія
- Головна нагорода на Фестивалі сучасної кінематографії в місті Карлові Вари, 1971 р.